# Novovorontsovka
Novovorontsovka (ukrainien : Нововоронцовка, russe : Нововоронцовка) est une commune urbaine de l'oblast de Kherson, en Ukraine. Elle compte 2 950 habitants en 2025.

## Géographie

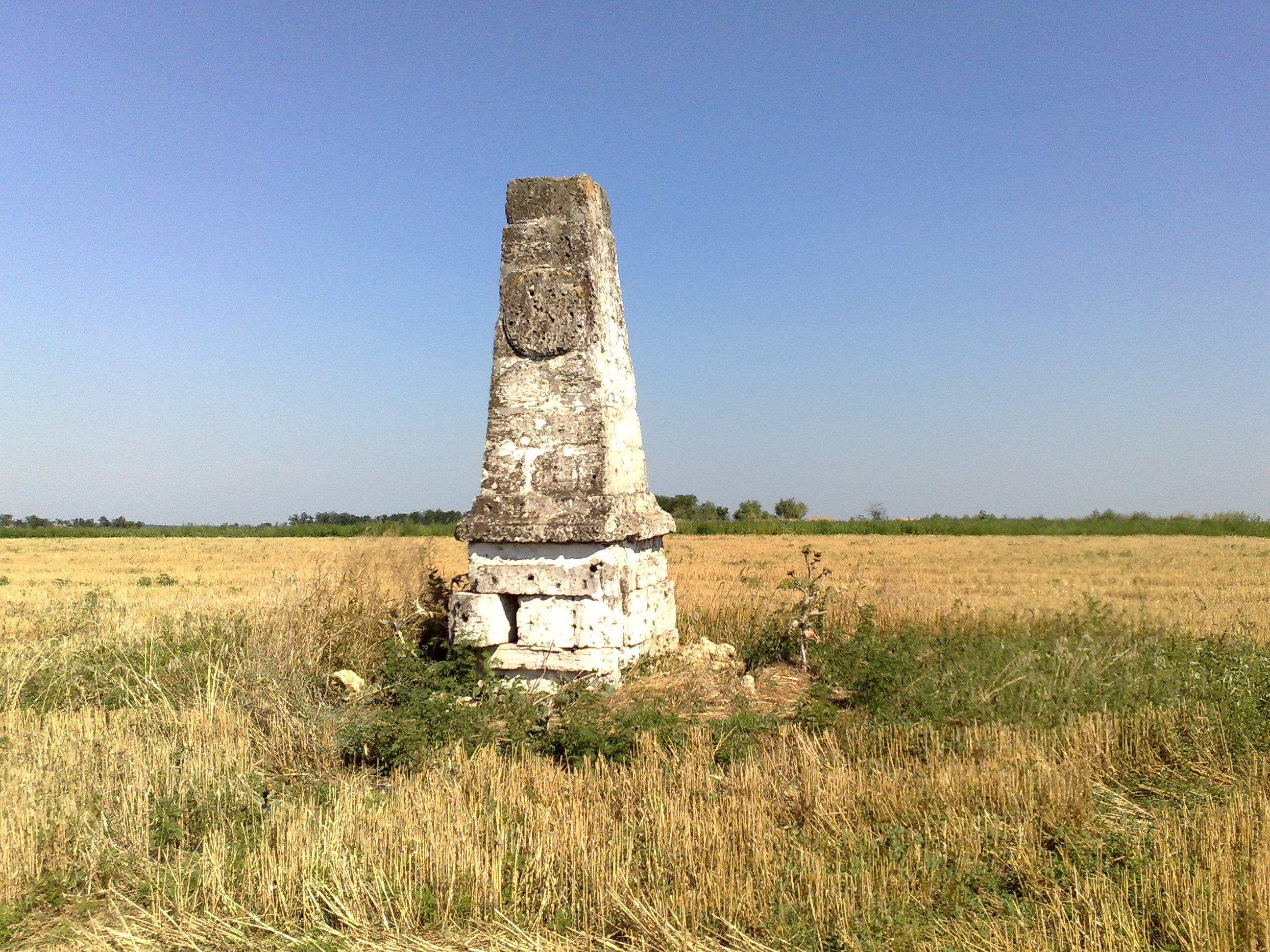
Borne classée sur la route vers Ossokorivka.

Novovorontsovka est baignée par le réservoir de Kakhovka et se trouve sur la rive droite du Dniepr, dans le nord de l'oblast de Kherson.
Novovorontsovka est située à 36 km à l'ouest-sud-ouest de Nikopol, à 60 km au sud-est de Kryvyi Rih, à 135 km au nord-est de Kherson, à 136 km au sud-ouest de Dnipro et à 411 km au sud-est de Kiev

## Histoire
Le village a été fondé en 1795 sous le nom de Nykolaevka (en ukrainien Николаевка). En 1798, le village comptait 524 habitants, dont 317 hommes et 207 femmes. En 1821, il devint la propriété du prince Mikhaïl Semionovitch Vorontsov, ce qui fut le point de départ du développement ultérieur du village. En 1829, le village reçut son nom actuel d'après le nom du prince Vorontsov. En 1886, il comptait 1 494 habitants. À la fin des années 1940, une partie du village dut être déplacée en raison de la construction du barrage de Kakhovka, qui l'a submergé. 
Pendant la Seconde Guerre mondiale, le 18 août 1941, le village fut occupé par les forces allemandes. Il fut libéré le 27 février 1944, par des unités de la 59e division de fusiliers motorisée de la Garde de l'Armée rouge.
Novovorontsovka reçut le statut de commune urbaine en 1956.
Jusqu'au 18 juillet 2020, Novovorontsovka était le centre administratif du raïon de Novovorontsovka. Le raïon a été supprimé en juillet 2020 dans le cadre de la réforme administrative de l'Ukraine, qui a réduit à cinq le nombre de raïons de l'oblast de Kherson. Le raïon de Novovorontsovka et le raïon de Beryslav ont formé dans le nouveau raïon de Beryslav.
La ville a été temporairement occupée par les forces russes lors de invasion de l'Ukraine par la Russie en 2022.

## Population
Recensements ou estimations de la population :
| 1939  | 1959  | 1970  | 1979  | 1989  | 2001  |
| ----- | ----- | ----- | ----- | ----- | ----- |
| 3 663 | 4 705 | 6 158 | 6 716 | 7 317 | 7 111 |

| 2011  | 2012  | 2013  | 2014  | 2015  | 2016  |
| ----- | ----- | ----- | ----- | ----- | ----- |
| 6 549 | 6 527 | 6 448 | 6 409 | 6 406 | 6 362 |

| 2017  | 2018  | 2019  | 2020  | 2021  | 2022  |
| ----- | ----- | ----- | ----- | ----- | ----- |
| 6 340 | 6 298 | 6 248 | 6 162 | 6 081 | 5 951 |